# طريق 65 (الأردن)

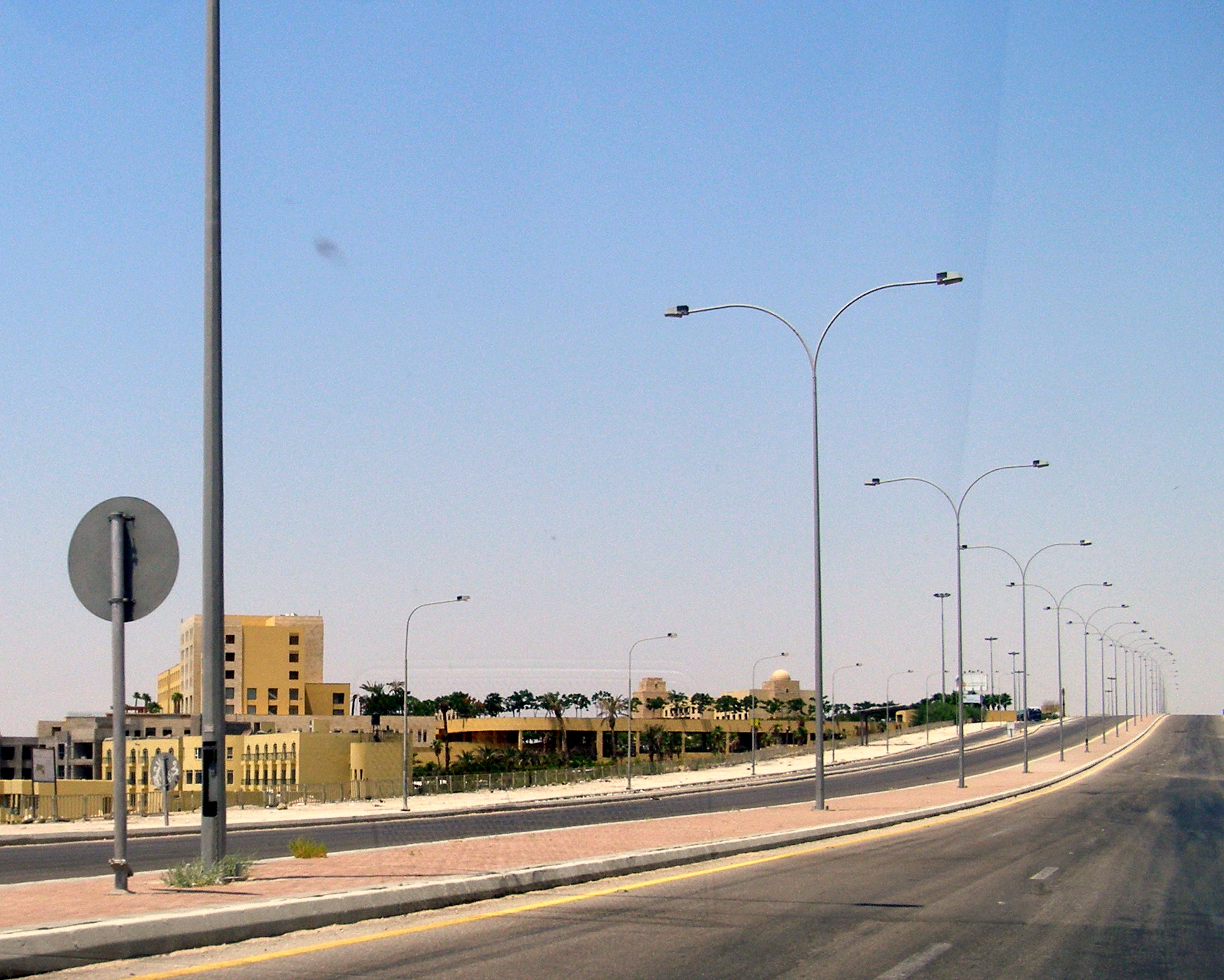
طريق 65 عند البحر الميت في الأردن.

طريق البحر الميت أو الطريق الملوكي هو خط سريع يربط جنوب الأردن بشماله على مسافة 380 كم. يبدأ من العقبة في الجنوب، ويعبر وادي عربة، كما يحاذي البحر الميت و غور الأردن إلى أن يصل إلى الضواحي الغربية لمدينة إربد في أقصى شمال البلاد.
يعود تاريخ هذا الطريق إلى زمن قديم؛ فقد كان الإنشاء الأول له على زمن الرومان، بعد أن احتلوا المنطقة، فكان جزءا من «طريق هادريان» الذي أُطلق على الطريق الملوكي التاريخي، أحد أقدم الطرق التجارية في العالم.
لقد تم إنشاء هذا الخط السريع كجزء من خطة أردنية شاملة على مدى 25 عام لربط جميع أنحاء البلاد ببعضها، وإنشاء طرق دائرية حول المدن الرئيسية مثل عمّان، إربد، والسلط. ويتوقع إن تصل قيمة المشروع عند اكتماله قرابة 1,8 مليار دولار.